# Piptostigma macranthum
Piptostigma macranthum är en kirimojaväxtart som beskrevs av Gottfried Wilhelm Johannes Mildbraed och Friedrich Ludwig Diels. Piptostigma macranthum ingår i släktet Piptostigma och familjen kirimojaväxter. Inga underarter finns listade i Catalogue of Life.